# 오르카냐

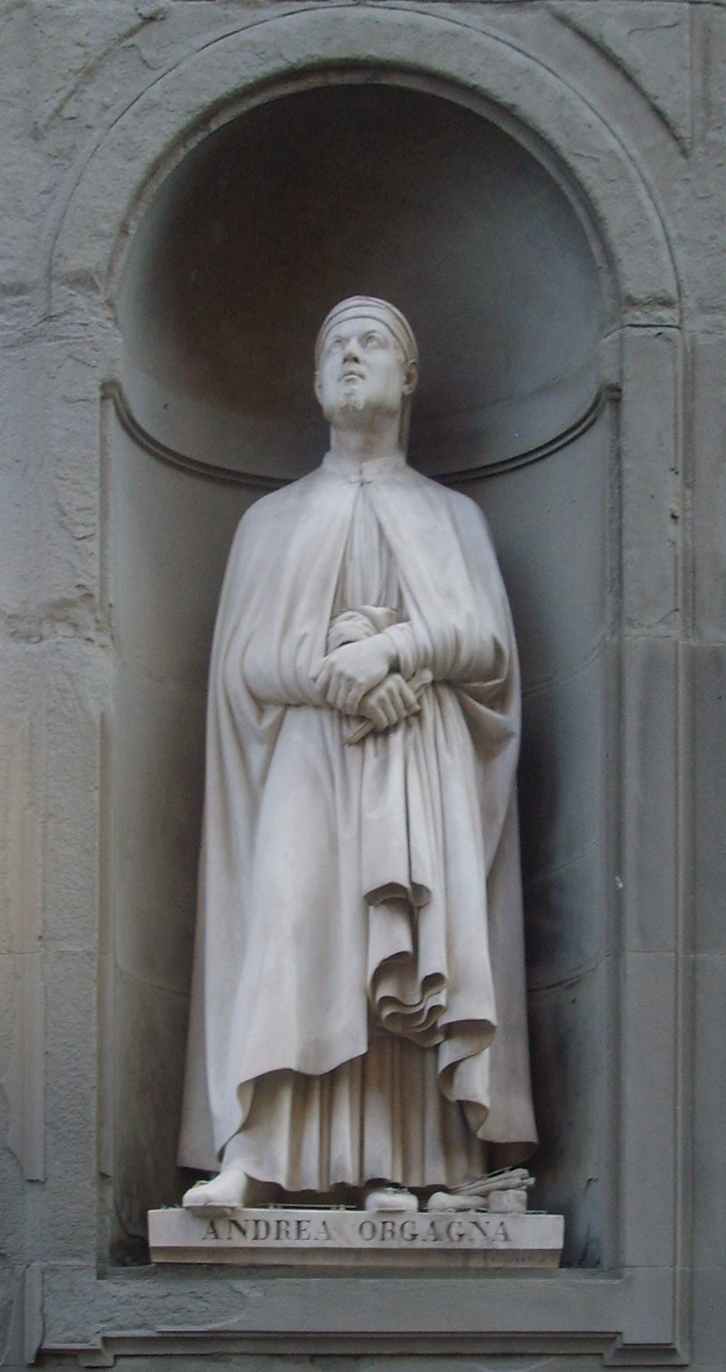
피렌체 우피치의 야외 미술관에 위치한 안드레아 오르카냐의 조각상. 니콜로 바찬티가 조각했다.

안드레아 디 치오네 디 아르칸젤로 (Andrea di Cione di Arcangelo, 1308년경 – 1368년 8월 25일)는 오르카냐(Orcagna)라는 이름으로 더 유명한 피렌체에서 활동하던 이탈리아의 화가, 조각가, 건축가이다. 그는 피렌체 대성당의 자문가로 활동했고 오르비에토 대성당의 파사드 건설을 감독했다. 그의 '스트로치 제단' (1354–57년)은 가톨릭의 신조와 교황의 권위에 대한 근원이라는 그리스도의 새로운 역할을 정의한 것으로 유명하다.

## 작품
오르카냐의 작품에는 다음과 같다e:
- 피렌체 산타 마리아 노벨라의 '스트로치 디 만토바' 예배당에 위치한 "예수 그리스도 제단화" (1354–57년)
- 오르산미켈레의 장막 (1359년 완성) - "이탈리아 고딕 미술의 가장 완벽한 작품"으로 여겨진다.[3]
- 프란츠 리스의 걸작 '죽음의 무도'에 영감을 준 프레스코 '죽음의 승리'.
- 프레스코 '십자가형' - 십자가를 주변으로 다양한 각도를 띠며 검은색 배경과 최후의 만찬 (1365년)의 일부가 묘사되어 있다.[4]

오르비에토 대성당의 모자이크 장식과 장식창은 오르카냐가 맡은 것으로, 그는 1359년 오르비에토 대성당의 감독관이 되었다.

## 제자
오르카냐의 제자 및 유산에는 다음과 같다:
- 넬로 디 반니 - 14세기 피사의 화가로, 캄포 산토 작업에 참여하기도 했다. 그는 베르나르도 넬로 또는 조반니 팔코네와 동일 인물로 추측된다.[5]
- 톰마소 델 마차 - 조르조 바사리는 톰마소 디 마르코라고 불렀다[6]
- 야코포 디 치오네 - 안드레아 오르카냐의 형제로 조각가 및 건축가이었다.[7]